# Fimbriaria fasciolaris
Fimbriaria fasciolaris är en plattmaskart som först beskrevs av Peter Simon Pallas 1781.  Fimbriaria fasciolaris ingår i släktet Fimbriaria och familjen Hymenolepididae. Inga underarter finns listade i Catalogue of Life.